# معادلة جاكوبي ومادن
معادلة جاكوبي ومادن هي معادلة ديفونتية
{\displaystyle a^{4}+b^{4}+c^{4}+d^{4}=(a+b+c+d)^{4}\,}
اقترحت بواسطة الفيزيائي لي جاكوبي والرياضياتي دانيل مادن عام 2008. المتغيراتa، b، c، وd يمكن أن تكون أية أعداد صحيحة، موجبة، سالبة، أو 0.
بين جاكوبي ومادن أن هناك حلولا لانهائية لهذه المعادلة بمتغيرات جميعها لاصفرية.

## الطريقة
ابتدأ جاكوبي ومادن بما يلي
{\displaystyle a^{4}+b^{4}+c^{4}+d^{4}=(a+b+c+d)^{4}}
وبالمطابقة
{\displaystyle a^{4}+b^{4}+(a+b)^{4}=2(a^{2}+ab+b^{2})^{2}}
بإضافة {\displaystyle (a+b)^{4}+(c+d)^{4}} لطرفي المعادلة،
{\displaystyle a^{4}+b^{4}+(a+b)^{4}+c^{4}+d^{4}+(c+d)^{4}=(a+b)^{4}+(c+d)^{4}+(a+b+c+d)^{4}}
يمكن ملاحظة أنها حالة خاصة من ثلاثية فيثاغورث،
{\displaystyle (a^{2}+ab+b^{2})^{2}+(c^{2}+cd+d^{2})^{2}={\big (}(a+b)^{2}+(a+b)(c+d)+(c+d)^{2}{\big )}^{2}={\tfrac {1}{4}}{\big (}(a+b)^{2}+(c+d)^{2}+(a+b+c+d)^{2}{\big )}^{2}}
ومن ثم استعملوا حل برودنو ومنحنى إهليلجي معين لتأليف سلسلة لانهائية من الحلول لكل من معادلة جاكوبي ومادن ومعادلة أويلر.
كذلك لاحظ جاكوبي ومادن أن البدء بقيمة مختلفة مثل
{\displaystyle (-31764)^{4}+27385^{4}+48150^{4}+7590^{4}=(-31764+27385+48150+7590)^{4}\,}
التي أوجدها جاروسلو، سينجم عنها سلسلة مختلفة لانهائية من الحلول.
في أغسطس 2015، أعلن سيجي توميتا عن حلين جديدين صغيرين لمعادلة جاكوبي ومادن:
{\displaystyle 1229559^{4}+(-1022230)^{4}+1984340^{4}+(-107110)^{4}=(1229559-1022230+1984340-107110)^{4}\,,}
{\displaystyle 561760^{4}+1493309^{4}+3597130^{4}+(-1953890)^{4}=(561760+1493309+3597130-1953890)^{4}\,.}